# حملة طرابزون
حملة طرابزون ، والمعروفة أيضاً باسم معركة طرابزون ، هي سلسلة من العمليات البحرية والبرية الروسية الناجحة التي أسفرت عن الاستيلاء على طرابزون . كانت هذه الخطوة اللوجستية بعد هجوم أرضروم. بدأت العمليات في 5 فبراير / شباط وعندها تخلت القوات العثمانية عن طرابزون ليلة 15 أبريل 1916.